# Pedaria conformis
Pedaria conformis là một loài bọ cánh cứng trong họ Bọ hung (Scarabaeidae).